# The Challenge: Batalla de las Temporadas
The Challenge: Batalla de las Temporadas es la vigésima tercera temporada del reality de competencia de MTV, The Challenge. Aunque comparte el mismo nombre que la quinta temporada del programa, Batalla de las Temporadas, a diferencia de otras temporadas secuelas, no se distingue como parte "II" ya que la temporada tiene un formato completamente diferente. La temporada se filmó en Bodrum, Turquía y Swakopmund, Namibia.
Ex-particiapntes de temporadas de The Real World y The Challenge de MTV compitieron con la esperanza de ganar una parte del gran premio de 250.000 dólares. Esta es la primera temporada desde la temporada 12 que no incluye a ningún miembro del elenco de The Real World: Key West.
La temporada se estrenó con un episodio especial de 90 minutos el 19 de septiembre de 2012 y concluyó el 19 de diciembre de 2012 con el episodio de reunión.

## Elenco
Anfitrión: T. J. Lavin, ciclista de BMX
| Participantes masculinos | Programa Original                             | Resultado     |
| ------------------------ | --------------------------------------------- | ------------- |
| Frank Sweeney            | The Real World: San Diego (2011)              | Ganador       |
| Zach Nichols             | The Real World: San Diego (2011)              | Ganador       |
| Dustin Zito              | The Real World: Las Vegas (2011)              | Segundo Lugar |
| Chet Cannon              | The Real World: Brooklyn                      | Tercer lugar  |
| JD Ordóñez               | The Real World: Brooklyn                      | Tercer lugar  |
| Derek Chavez             | The Real World: Cancún                        | Episodio 11   |
| Robb Schreiber           | The Real World: St. Thomas                    | Episodio 10   |
| Alton Williams           | The Real World: Las Vegas (2002)              | Episodio 9    |
| CJ Koegel                | The Real World: Cancún                        | Episodio 8    |
| Ryan Knight              | The Real World: Nueva Orleans (2010)          | Episodio 7    |
| Trey Weatherholtz        | The Real World: St. Thomas                    | Episodio 6    |
| Preston Charles          | The Real World: Nueva Orleans (2010)          | Episodio 5    |
| Eric Banks               | Real World/Road Rules Challenge: Carne Fresca | Episodio 4/5  |
| Brandon Nelson           | The Challenge: Carne Fresca II                | Episodio 3    |
| Danny Jamieson           | The Real World: Austin                        | Episodio 2    |
| Wes Bergmann             | The Real World: Austin                        | Episodio 1    |

| Participantes femeninos | Programa Original                    | Resultado     |
| ----------------------- | ------------------------------------ | ------------- |
| Ashley Kelsey           | The Real World: San Diego (2011)     | Ganadora      |
| Sam McGinn              | The Real World: San Diego (2011)     | Ganadora      |
| Trishelle Cannatella    | The Real World: Las Vegas (2002)     | Segundo Lugar |
| Devyn Simone            | The Real World: Brooklyn             | Tercer lugar  |
| Sarah Rice              | The Real World: Brooklyn             | Tercer lugar  |
| Jonna Mannion           | The Real World: Cancún               | Episodio 11   |
| Marie Roda              | The Real World: St. Thomas           | Episodio 10   |
| Nany González           | The Real World: Las Vegas (2011)     | Episodio 9    |
| Jasmine Reynaud         | The Real World: Cancún               | Episodio 8    |
| Jemmye Carroll          | The Real World: Nueva Orleans (2010) | Episodio 7    |
| Laura Waller            | The Real World: St. Thomas           | Episodio 6    |
| McKenzie Coburn         | The Real World: Nueva Orleans (2010) | Episodio 5    |
| Camila Nakagawa         | Vacaciones de Primavera Challenge    | Episodio 4/5  |
| Cara Maria Sorbello     | The Challenge: Carne Fresca II       | Episodio 3    |
| Melinda Stolp           | The Real World: Austin               | Episodio 2    |
| Lacey Buehler           | The Real World: Austin               | Episodio 1    |

### Equipos
8 equipos de 4 (2 hombres y 2 mujeres) compitieron en esta temporada de The Challenge. La mayoría de los equipos se formaron a partir de participantes de la misma temporada de The Real World. En un pequeño giro, el equipo de Las Vegas estaba compuesto por dos participantes cada uno de las dos temporadas de The Real World en Las Vegas. Adicionalmente (debido a la descalificación de preproducción del Equipo Sidney), el octavo equipo consistía únicamente de Carnes Frescas (concursantes que debutaron en la décima segunda y décima novena temporada).
| Equipo               | Miembros                           |
| -------------------- | ---------------------------------- |
| Equipo San Diego     | Ashley, Frank, Sam & Zach          |
| Equipo Las Vegas     | Alton, Dustin, Nany & Trishelle    |
| Equipo Brooklyn      | Chet, Devyn, JD & Sarah            |
| Equipo Cancún        | CJ, Derek, Jasmine & Jonna         |
| Equipo St. Thomas    | Laura, Marie, Robb & Trey          |
| Equipo Nueva Orleans | Jemmye, Knight, McKenzie & Preston |
| Equipo Austin        | Danny, Lacey, Melinda & Wes        |
| Equipo Carne Fresca  | Brandon, Camila, Cara Maria & Eric |

## Formato
Durante cada desafío, los equipos competirán para convertirse en el Equipo de Poder, que tendrá el deber de enviar a un equipo a la Arena (sitio de eliminación esta temporada). El otro equipo que irá a la Arena serán los perdedores del desafío diario de ese día. Una vez en la Arena, cada equipo debe decidir que hombre y mujer los representaran para competir y tener el potencial de irse a casa sin dinero. La pareja perdedora en la Arena se irá a casa y dejará a su equipo sin dos jugadores. Los equipos pueden competir con solo dos jugadores y tienen potencial para ganar una mayor parte de los $250,000 de la final.
Tres temporadas estarán representadas en el desafío final. El primer lugar gana $250,000, el segundo lugar gana $50,000 y el tercer lugar gana $40,000.

## Desafíos

### Desafíos diarios
- No me cruces: Hay cuatro vigas gigantes con forma de dos cruces suspendidas a 7,6 metros sobre el agua, con escaleras que descienden desde los bordes. El objetivo es cruzar las vigas, reunirse en el centro y luego volver a bajar por las escaleras hasta que todos los miembros del equipo alcancen los marcadores. Si un jugador se cae de la escalera o de las vigas, ese jugador, junto con su compañero de equipo del otro lado, tiene que empezar de nuevo en la parte inferior de la escalera. El equipo que cruza las vigas y sube las escaleras en el tiempo más rápido se convierte en el equipo de poder, mientras que el equipo con el tiempo más lento se envía automáticamente a la Arena.[1]
  - Ganador: Equipo Cancún
  - Segundo Lugar: Equipo Las Vegas
- Cambio de aceite: Los jugadores de dos equipos opuestos tienen que luchar entre sí en un pozo cuadrado lleno de aceite de oliva, alternando entre hombres y mujeres. Un equipo gana si un jugador del equipo contrario hace contacto con un límite que rodea el foso. El jugador que gana el combate de lucha libre recolecta una de las cuatro piezas del rompecabezas necesarias para completar el ícono de su equipo y puede elegir el combate para la siguiente ronda. Si nadie gana un reloj dentro de un límite de tiempo de 10 minutos, el partido termina en empate sin piezas de rompecabezas ganadas. El primer equipo en recolectar cuatro piezas de rompecabezas se convierte en el equipo de poder; sin embargo, el desafío continúa hasta que el último equipo que no reúna todas las piezas del rompecabezas se envía automáticamente a la Arena.[4]
  - Ganador: Equipo San Diego
  - Segundo Lugar: Equipo Nueva Orleans
- Gancho, línea y hundimiento: Una plataforma está suspendida de una estructura a 39 metros obre el agua, y los equipos tienen que avanzar de un lado de la plataforma al otro usando ganchos de metal y agarraderas. Un equipo es descalificado si un jugador cae al agua o no llega al final dentro de un límite de tiempo de 10 minutos. El equipo que llega al final de la plataforma en el tiempo más rápido se convierte en el nuevo equipo de poder, mientras que el equipo con el tiempo más lento se envía automáticamente a la Arena.[5]
  - Ganador: Equipo Las Vegas
  - Segundo Lugar: Equipo Cancún
- No me agobies:  Los equipos deben sostener una canasta grande sujeta a una cuerda desde una plataforma. Cada equipo está dividido por la mitad: la mitad del equipo está de pie sobre su plataforma designada sosteniendo su canasta, mientras que la otra mitad corre hacia una pila de piedras y deposita piedras pesadas en las canastas de sus oponentes. Los jugadores en la parte superior de la plataforma deben evitar que sus canastas toquen el suelo el mayor tiempo posible, mientras que los jugadores oponentes intentan "cargar" las canastas de sus oponentes con las pesadas rocas. El equipo cuya canasta toca el suelo primero es enviado automáticamente a la Arena, mientras que el último equipo que evita que su canasta llena de rocas toque el suelo gana.[6]
  - Ganador: Equipo Cancún
  - Segundo Lugar: Equipo Las Vegas
- Presidente de la Junta: Un miembro de cada equipo se sienta en una silla en una plataforma suspendida a 9 metros sobre el agua. El presentador TJ Lavin le hace a cada jugador una pregunta de trivia basada en categorías como deportes, moneda estadounidense, temporadas anteriores de The Challenge, temporadas anteriores de The Real World y ortografía. Al final de cada ronda, si un jugador se ha caído y todavía le quedan compañeros de equipo, otro miembro del equipo puede ocupar su lugar en la plataforma. El primer equipo en perder a todos los miembros se envía automáticamente a la Arena, mientras que el último equipo con un jugador en la plataforma gana el equipo de poder. (Nota: Trishelle no participó en este desafío debido a la deshidratación, dejando al equipo de Las Vegas con un miembro menos del equipo).[7]
  - Ganador: Equipo San Diego
  - Segundo Lugar: Equipo Brooklyn
- Juegos locos: Este desafío consta de una serie de juegos: "Carrera de carros", "Huevo suelto", "Tirón de orejas", una eliminatoria de los ganadores y "Cabeza de pez". El equipo que termine último en los dos primeros juegos competirá en un grupo de perdedores al final para evitar la Arena.
  - "Carrera de carros": Un chico de cada equipo tiene que actuar como un "caballo" y tirar de un trineo con sus compañeros de equipo dentro del trineo. El jugador que tira del trineo debe usar una máscara de caballo, lo que hará que sea difícil de ver y requerirá la comunicación de todo el equipo. 
    - Último lugar: Equipo Brooklyn.

  - "Huevo suelto": Un chico y una chica de cada equipo son elegidos para lanzar huevos sobre una pared de 3 metros. Un jugador al otro lado de la pared usa un collar alrededor de su cabeza (con forma de embudo de gran tamaño) y tiene que atrapar el huevo en su collar. El primer equipo en atrapar seis huevos en el collar gana. 
    - Último lugar: Equipo St. Thomas.

  - "Tiron de orejas": Un jugador por equipo se sienta en un par de troncos y tiene que tirar de una cuerda de dos pies de la oreja de su oponente usando solo sus propias orejas y caras. El juego se juega en rondas del mismo género, en un mejor 2 de 3. Los dos mejores equipos avanzan a una ronda de playoffs para tener la oportunidad de ganar. 
    - Los dos primeros clasificados: Equipo Las Vegas y Equipo Nueva Orleans.

  - Eliminatoria de los Ganadores: Los equipos de Las Vegas y Nueva Orleans compiten en una carrera de justas. Los equipos se acercan entre sí en direcciones opuestas en una pista, con una barandilla de madera en el medio. Los jinetes del carro tienen que derribar al oponente de su carro. El primer equipo en hacerlo gana.
  - Ronda del perdedor - "Cabeza de pez": Un jugador de cada equipo tiene que derribar a su oponente de una plataforma, usando un pez de 6,8 kilogramos. El juego se juega en rondas del mismo género. Si los equipos están empatados después de las dos primeras rondas, se juega una ronda de muerte súbita, en la que TJ Lavin lanza una moneda para determinar qué género competirá. El equipo perdedor se envía automáticamente a la Arena. 
    - Equipo perdedor: Equipo St. Thomas.[8]
      - Ganador: Equipo Nueva Orleans
      - Segundo Lugar: Equipo Las Vegas
- Desconectado: Cada equipo tiene que resolver un simple juego de memoria mientras sube una montaña alta. Cada equipo comienza al pie de la montaña, donde la primera estación muestra las 9 piezas que resuelven el rompecabezas. Luego deben caminar hasta la segunda estación, donde hay 13 troncos con imágenes de las piezas; cada equipo debe llevar los troncos a la cima de la montaña y volver a montarlos en la posición correcta. Todos deben permanecer juntos en todo momento. El primer equipo en acertar en el acertijo gana, mientras que el equipo que no logra completar su rompecabezas se envía automáticamente a la Arena.[9]
  - Ganador: Equipo Brooklyn
  - Segundo Lugar: Equipo Cancún
- Juegos del hambre: TJ Lavin mostrará a cada equipo un alimento que debe consumirse. Cada equipo escribirá una estimación de la cantidad de ese alimento que pueden comer; el equipo con la estimación más alta deberá comer dicho artículo. Si el equipo falla, pasará a la ronda de perdedores. Si el equipo gana, elegirán otro equipo para entrar en la ronda de perdedores y su equipo avanzará a la ronda de ganadores. Un equipo es descalificado si incluso un miembro del equipo vomita. Los dos equipos perdedores competirán cara a cara por la mayor cantidad de comida posible en dos minutos para decidir el equipo perdedor. Los dos equipos ganadores competirán cara a cara por la mayor cantidad de comida posible en dos minutos para decidir el nuevo quien se convierte en el equipo de poder, mientras que el equipo que pierde la ronda de perdedores es enviado automáticamente a la Arena.[10]
  - Ganador: Equipo Brooklyn
  - Segundo Lugar: Equipo St. Thomas
- Abandonen la nave: Los equipos tienen que correr una balsa salvavidas desde un barco hasta la orilla. Primero, al menos un jugador tiene que sacar tres boyas de una línea que descansa a 7, 6 y 4 metros por debajo de la superficie de la boya de la balsa salvavidas, que está cinco pies por debajo del agua. Después de que se tira de la última boya, la balsa salvavidas se infla inmediatamente sobre el agua y cada equipo corre en su balsa salvavidas hacia la orilla. Un equipo recibe una penalización de cinco minutos si un jugador no saca una boya antes de que un compañero salte del barco al agua. El equipo que haga avanzar su balsa salvavidas a la orilla en el tiempo más rápido gana, mientras que el equipo con el tiempo más lento es enviado automáticamente a la Arena.[11]
  - Ganador: Equipo San Diego
  - Segundo Lugar: Equipo Brooklyn
- Campo de fuerza: Los equipos tienen que empujarse unos a otros desde una plataforma que se coloca en el centro de un pozo de barro, utilizando grandes cámaras de aire inflables. El desafío se juega en dos rondas diferentes, una para cada género, así como con un sistema de puntos, que va de cero a 80 puntos. Un equipo queda descalificado si cae dentro de la plataforma tres veces. El primer equipo que sea eliminado de la plataforma (durante una ronda designada por género) obtendrá cero puntos, mientras que el segundo, tercer y cuarto equipos eliminados recibirán 20, 40 y 60 puntos, respectivamente. El último equipo en pie obtiene 80 puntos y gana la ronda para su equipo. El mismo proceso continúa en la segunda ronda designada por género hasta que el equipo que acumula más puntos en ambas rondas se convierte en el nuevo equipo de poder.[12]
  - Ganador: Equipo San Diego
  - Segundo Lugar: Equipo St. Thomas
- Tiro de onda: Un jugador de cada equipo es remolcado en una rampa de lanzamiento desde un vehículo de cuatro ruedas que es conducido por su compañero de equipo. Una vez que el jugador es lanzado al agua, tiene que nadar hasta un muelle en medio de un lago, tocar una campana y luego nadar de regreso a la orilla. Los equipos con cuatro jugadores tendrán dos tiempos fusionados en uno. El equipo con el tiempo promedio más rápido no solo se convierte en el último equipo de poder, sino que también se le garantiza un lugar en la final, mientras que el equipo con el tiempo más lento se envía automáticamente a la Arena.[13]
  - Ganador: Equipo Las Vegas
  - Segundo Lugar: Equipo Brooklyn

### Juegos de la Arena
Hay cuatro juegos en la Arena: Físico, Mental, Estrategia y Resistencia. Este juego es seleccionado por el Equipo de Poder después de revelar su elección de ir a la Arena. Sin embargo, el mismo juego no se puede usar más de una vez hasta que se hayan usado todos los demás juegos.
- Pelea de Pasillo (Físico): Jugado en eliminatorias del mismo sexo, los jugadores deben correr por un pasillo estrecho para chocar contra el otro competidor y finalmente tocar una campana del lado opuesto. Los jugadores que toquen la campana primero en las mejores dos de las tres eliminatorias, ganan la eliminación.[1][10]
  - Jugado por: Cara Maria & Eric vs. Lacey & Wes, CJ & Jasmine vs. Sam & Zach
- Bolas fuera (Resistencia): Los jugadores deben deslizar 25 bolas plateadas sobre una pared hacia el lado del campo de sus oponentes. Los jugadores con menos bolas en su campo ganan la eliminación..[4][7][11]
  - Jugado por: Camila & Eric vs. Danny & Melinda, Chet & Sarah vs. McKenzie & Preston, Alton & Nany vs. Robb & Marie
- Nudo tan rápido (Estrategia): Los jugadores tienen 10 minutos para crear tantos nudos usando metros de cuerda dentro de una estructura en forma de cúpula. Una vez transcurridos esos 10 minutos, los jugadores deben desatar los nudos de sus oponentes. Los jugadores que primero desaten los nudos del otro equipo ganan la eliminación.[5][8][13]
  - Jugado por: Brandon & Cara Maria vs. Chet & Sarah, Dustin & Nany vs. Laura & Trey, Ashley & Frank vs. Derek & Jonna
- Tortura de agua (Mental): Los chicos están colgando de un sistema de cuerdas conectado a su pareja por los tobillos. El objetivo es que los chicos se sumerjan en un tanque de agua y contengan la respiración el mayor tiempo posible, lo que tira a las chicas por la cuerda y les permite resolver un juego de memoria. El primer equipo en completar su rompecabezas gana la eliminación.[6][9][12]
  - Jugado por: Devyn & JD vs. Eric & Camila, Jemmye & Knight vs. Sam & Zach, Dustin & Trishelle vs. Robb & Marie

### Desafío Final
La primera fase del desafío final comienza con los jugadores de cada equipo lanzándose en paracaídas desde un avión al nivel del suelo en el desierto de Namibia. Luego, cada equipo corre a través del desierto hasta su primer punto de control, "Campo Mental", en el que cada equipo tiene un límite de tiempo de 20 minutos para alinear nueve números en una cuadrícula de 3x3 donde cada número es igual a 15 en cada dirección. Una vez que un equipo ha alineado correctamente los números, puede presionar un botón rojo, que detonará el "campo de minas" designado y permitirá que un equipo salte a bordo de un helicóptero, que los llevará por las montañas hasta el siguiente punto de control, "Peldaño fuera". Los jugadores de cada equipo deben balancear un anillo amarrado a un gancho hacia un poste hasta que un jugador enganche exitosamente el anillo al poste. Si un jugador falla, debe tomar un trago de leche de camello tibia. El siguiente punto de control es "Cansarse", en el que cada equipo debe usar varios postes y cuerdas para llevar una serie de neumáticos por el desierto; para los equipos de cuatro jugadores, son ocho neumáticos; para el único equipo de dos jugadores, son cuatro neumáticos. Un helicóptero lleva a cada equipo al último punto de control de la primera fase, "Siesta de camello", en el que todos menos uno de los jugadores de cada equipo deben pararse dentro de un pequeño rectángulo designado en la arena y supervisar un camello durante la noche en una tienda de campaña, mientras miembro del equipo se duerme junto a una fogata cercana. Un equipo recibe una penalización de un minuto para comenzar la segunda fase del desafío final si un miembro del equipo sale del rectángulo por cualquier motivo mientras supervisa el camello. El primer equipo en llegar al puesto de control de "Siesta de camello" gana una ventaja de 10 minutos, el equipo del segundo lugar obtiene una ventaja de cinco minutos, mientras que el equipo del tercer lugar no obtiene una ventaja inicial. Después de correr a través de numerosas dunas de arena, el primer punto de control de la segunda fase es la "Estación de alucinaciones", en la que cada equipo debe ubicar palabras de una tabla grande a una distancia de 4,5 metros para hacer coincidir una clave de respuesta necesaria para desbloquear cajas de madera que cada equipo usará en el punto de control "Cambio de arena", en el cual cada equipo debe usar las cajas para transferir arena a sus contenedores designados a varios pies de distancia. Una vez que los contenedores se han llenado de arena, el tramo final es una carrera hasta la cima de una duna de arena, con una bandera al final, en la que el equipo del primer lugar gana $250,000, el equipo de segundo lugar gana $50,000 y el equipo de tercer lugar gana $40,000.
- Los ganadores de The Challenge: Batalla de las Temporadas: Equipo San Diego
  - Segundo Lugar: Equipo Las Vegas
  - Tercer Lugar: Equipo Brooklyn

## Resumen del juego

### Tabla de eliminación
| Episodio | Episodio                    | Equipo de Poder | Equipo de Poder      | Arena contestants                                       | Arena contestants                                       | Arena contestants                                       | Arena contestants                                       | Arena contestants                                       | Arena contestants                                       | Arena contestants                                       | Arena contestants                                       | Juego de la Arena                                       | Resultados de la Arena                                  | Resultados de la Arena                                  | Resultados de la Arena                                  | Resultados de la Arena                                  |
| #        | Desafío                     | Equipo de Poder | Equipo de Poder      | Último lugar                                            | Último lugar                                            | Elección de los ganadores                               | Elección de los ganadores                               | Par de último lugar                                     | Par de último lugar                                     | Par seleccionado                                        | Par seleccionado                                        | Juego de la Arena                                       | Ganadores                                               | Ganadores                                               | Perdedores                                              | Perdedores                                              |
| -------- | --------------------------- | --------------- | -------------------- | ------------------------------------------------------- | ------------------------------------------------------- | ------------------------------------------------------- | ------------------------------------------------------- | ------------------------------------------------------- | ------------------------------------------------------- | ------------------------------------------------------- | ------------------------------------------------------- | ------------------------------------------------------- | ------------------------------------------------------- | ------------------------------------------------------- | ------------------------------------------------------- | ------------------------------------------------------- |
| 1        | No me cruces                |                 | Equipo Cancún        |                                                         | Equipo Carne Fresca                                     |                                                         | Equipo Austin                                           |                                                         | Cara Maria & Eric                                       |                                                         | Lacey & Wes                                             | Pelea de pasillo                                        |                                                         | Cara Maria & Eric                                       |                                                         | Lacey & Wes                                             |
| 2        | Cambio de aceite            |                 | Equipo San Diego     |                                                         | Equipo Austin                                           |                                                         | Equipo Carne Fresca                                     |                                                         | Danny & Melinda                                         |                                                         | Camila & Eric                                           | Bolas fuera                                             |                                                         | Camila & Eric                                           |                                                         | Danny & Melinda                                         |
| 3        | Gancho, línea y hundimiento |                 | Equipo Las Vegas     |                                                         | Equipo Carne Fresca                                     |                                                         | Equipo Brooklyn                                         |                                                         | Brandon & Cara Maria                                    |                                                         | Chet & Sarah                                            | Nudo tan rápido                                         |                                                         | Chet & Sarah                                            |                                                         | Brandon & Cara Maria                                    |
| 4/5      | No me agobies               |                 | Equipo Cancún        |                                                         | Equipo Brooklyn                                         |                                                         | Equipo Carne Fresca                                     |                                                         | Devyn & JD                                              |                                                         | Camila & Eric                                           | Tortura de agua                                         |                                                         | Devyn & JD                                              |                                                         | Camila & Eric                                           |
| 5        | Presidente de la junta      |                 | Equipo San Diego     |                                                         | Equipo Nueva Orleans                                    |                                                         | Equipo Brooklyn                                         |                                                         | McKenzie & Preston                                      |                                                         | Chet & Sarah                                            | Bolas fuera                                             |                                                         | Chet & Sarah                                            |                                                         | McKenzie & Preston                                      |
| 6        | Juegos de locos             |                 | Equipo Nueva Orleans |                                                         | Equipo St. Thomas                                       |                                                         | Equipo Las Vegas                                        |                                                         | Laura & Trey                                            |                                                         | Dustin & Nany                                           | Nudo tan rápido                                         |                                                         | Dustin & Nany                                           |                                                         | Laura & Trey                                            |
| 7        | Desconectados               |                 | Equipo Brooklyn      |                                                         | Equipo Nueva Orleans                                    |                                                         | Equipo San Diego                                        |                                                         | Jemmye & Knight                                         |                                                         | Sam & Zach                                              | Tortura de agua                                         |                                                         | Sam & Zach                                              |                                                         | Jemmye & Knight                                         |
| 8        | Juegos del hambre           |                 | Equipo Brooklyn      |                                                         | Equipo San Diego                                        |                                                         | Equipo Cancún                                           |                                                         | Sam & Zach                                              |                                                         | CJ & Jasmine                                            | Pelea de pasillo                                        |                                                         | Sam & Zach                                              |                                                         | CJ & Jasmine                                            |
| 9        | Abandonen la nave           |                 | Equipo San Diego     |                                                         | Equipo St. Thomas                                       |                                                         | Equipo Las Vegas                                        |                                                         | Marie & Robb                                            |                                                         | Alton & Nany                                            | Bolas fuera                                             |                                                         | Marie & Robb                                            |                                                         | Alton & Nany                                            |
| 10       | Campo de fuerza             |                 | Equipo San Diego     |                                                         | Equipo Las Vegas                                        |                                                         | Equipo St. Thomas                                       |                                                         | Dustin & Trishelle                                      |                                                         | Marie & Robb                                            | Tortura de agua                                         |                                                         | Dustin & Trishelle                                      |                                                         | Marie & Robb                                            |
| 11       | Tiro de onda                |                 | Equipo Las Vegas     |                                                         | Equipo Cancún                                           |                                                         | Equipo San Diego                                        |                                                         | Derek & Jonna                                           |                                                         | Ashley & Frank                                          | Nudo tan rápido                                         |                                                         | Ashley & Frank                                          |                                                         | Derek & Jonna                                           |
| 12       | Desafío Final               |                 | Equipo San Diego     | 2.º lugar: Equipo Las Vegas; 3er lugar: Equipo Brooklyn | 2.º lugar: Equipo Las Vegas; 3er lugar: Equipo Brooklyn | 2.º lugar: Equipo Las Vegas; 3er lugar: Equipo Brooklyn | 2.º lugar: Equipo Las Vegas; 3er lugar: Equipo Brooklyn | 2.º lugar: Equipo Las Vegas; 3er lugar: Equipo Brooklyn | 2.º lugar: Equipo Las Vegas; 3er lugar: Equipo Brooklyn | 2.º lugar: Equipo Las Vegas; 3er lugar: Equipo Brooklyn | 2.º lugar: Equipo Las Vegas; 3er lugar: Equipo Brooklyn | 2.º lugar: Equipo Las Vegas; 3er lugar: Equipo Brooklyn | 2.º lugar: Equipo Las Vegas; 3er lugar: Equipo Brooklyn | 2.º lugar: Equipo Las Vegas; 3er lugar: Equipo Brooklyn | 2.º lugar: Equipo Las Vegas; 3er lugar: Equipo Brooklyn | 2.º lugar: Equipo Las Vegas; 3er lugar: Equipo Brooklyn |

### Progreso de la Arena
|  | Ashley     | SEGURA | GANA   | SEGURA | SEGURA | GANA   | SEGURA | SEGURA | SEGURA | GANA   | GANA   | ARENA  | GANADORA |
|  | Frank      | SEGURO | GANA   | SEGURO | SEGURO | GANA   | SEGURO | SEGURO | SEGURO | GANA   | GANA   | ARENA  | GANADOR  |
|  | Sam        | SEGURA | GANA   | SEGURA | SEGURA | GANA   | SEGURA | ARENA  | ARENA  | GANA   | GANA   | SEGURO | GANADORA |
|  | Zach       | SEGURO | GANA   | SEGURO | SEGURO | GANA   | SEGURO | ARENA  | ARENA  | GANA   | GANA   | SEGURO | GANADOR  |
|  | Dustin     | SEGURO | SEGURO | GANA   | SEGURO | SEGURO | ARENA  | SEGURO | SEGURO | SEGURO | ARENA  | GANA   | SEGUNDO  |
|  | Trishelle  | SEGURA | SEGURA | GANA   | SEGURA | SEGURA | SEGURA | SEGURA | SEGURA | SEGURA | ARENA  | GANA   | SEGUNDA  |
|  | Chet       | SEGURO | SEGURO | ARENA  | SEGURO | ARENA  | SEGURO | GANA   | GANA   | SEGURO | SEGURO | SEGURO | TERCERO  |
|  | Devyn      | SEGURA | SEGURA | SEGURA | ARENA  | SEGURA | SEGURA | GANA   | GANA   | SEGURA | SEGURA | SEGURA | TERCERA  |
|  | JD         | SEGURO | SEGURO | SEGURO | ARENA  | SEGURO | SEGURO | GANA   | GANA   | SEGURO | SEGURO | SEGURO | TERCERO  |
|  | Sarah      | SEGURA | SEGURA | ARENA  | SEGURA | ARENA  | SEGURA | GANA   | GANA   | SEGURA | SEGURA | SEGURA | TERCERA  |
|  | Derek      | GANA   | SEGURO | SEGURO | GANA   | SEGURO | SEGURO | SEGURO | SEGURO | SEGURO | SEGURO | ELIM   |          |
|  | Jonna      | GANA   | SEGURA | SEGURA | GANA   | SEGURA | SEGURA | SEGURA | SEGURA | SEGURA | SEGURA | ELIM   |          |
|  | Marie      | SEGURA | SEGURA | SEGURA | SEGURA | SEGURA | SEGURA | SEGURA | SEGURA | ARENA  | ELIM   |        |          |
|  | Robb       | SEGURO | SEGURO | SEGURO | SEGURO | SEGURO | SEGURO | SEGURO | SEGURO | ARENA  | ELIM   |        |          |
|  | Alton      | SEGURO | SEGURO | GANA   | SEGURO | SEGURO | SEGURO | SEGURO | SEGURO | ELIM   |        |        |          |
|  | Nany       | SEGURA | SEGURA | GANA   | SEGURA | SEGURA | ARENA  | SEGURA | SEGURA | ELIM   |        |        |          |
|  | CJ         | GANA   | SEGURO | SEGURO | GANA   | SEGURO | SEGURO | SEGURO | ELIM   |        |        |        |          |
|  | Jasmine    | GANA   | SEGURA | SEGURA | GANA   | SEGURA | SEGURA | SEGURA | ELIM   |        |        |        |          |
|  | Jemmye     | SEGURA | SEGURA | SEGURA | SEGURA | SEGURA | GANA   | ELIM   |        |        |        |        |          |
|  | Knight     | SEGURO | SEGURO | SEGURO | SEGURO | SEGURO | GANA   | ELIM   |        |        |        |        |          |
|  | Laura      | SEGURA | SEGURA | SEGURA | SEGURA | SEGURA | ELIM   |        |        |        |        |        |          |
|  | Trey       | SEGURO | SEGURO | SEGURO | SEGURO | SEGURO | ELIM   |        |        |        |        |        |          |
|  | McKenzie   | SEGURA | SEGURA | SEGURA | SEGURA | ELIM   |        |        |        |        |        |        |          |
|  | Preston    | SEGURO | SEGURO | SEGURO | SEGURO | ELIM   |        |        |        |        |        |        |          |
|  | Camila     | SEGURA | ARENA  | SEGURA | DQ     |        |        |        |        |        |        |        |          |
|  | Eric       | ARENA  | ARENA  | SEGURO | ABAN   |        |        |        |        |        |        |        |          |
|  | Brandon    | SEGURO | SEGURO | ELIM   |        |        |        |        |        |        |        |        |          |
|  | Cara Maria | ARENA  | SEGURA | ELIM   |        |        |        |        |        |        |        |        |          |
|  | Danny      | SEGURO | ELIM   |        |        |        |        |        |        |        |        |        |          |
|  | Melinda    | SEGURA | ELIM   |        |        |        |        |        |        |        |        |        |          |
|  | Lacey      | ELIM   |        |        |        |        |        |        |        |        |        |        |          |
|  | Wes        | ELIM   |        |        |        |        |        |        |        |        |        |        |          |

Competencia
     El equipo del concursante ganó el desafío final.
     El equipo del concursante no ganó el desafío final.
     El equipo del concursante ganó el desafío diario, estaba a salvo y seleccionó un equipo para competir en la Arena.
     El equipo del concursante no fue seleccionado para ingresar a la Arena.
     El equipo del concursante fue nominado para la Arena, pero no fue seleccionado para competir.
     El concursante ganó en la Arena.
     El concursante fue eliminado en la Arena.
     El concursante abandonó la Arena.
     El concursante se vio obligado a abandonar la competencia después de que su compañero abandonara la Arena.

## Episodios
| N.º (total) | N.º (temp.) | Título                               | Estreno Original         | Audiencia en Estados Unidos (en millones) |
| ----------- | ----------- | ------------------------------------ | ------------------------ | ----------------------------------------- |
| 282         | 1           | «Es la Temporada»                    | 19 de septiembre de 2012 | 1.15                                      |
| 283         | 2           | «Las Ventajas de ser un Novato»      | 26 de septiembre de 2012 | 1.23                                      |
| 284         | 3           | «Lo que pasa en Las Vegas...»        | 3 de octubre de 2012     | 1.11                                      |
| 285         | 4           | «El Caballero Oscuro»                | 10 de octubre de 2012    | 0.06                                      |
| 286         | 5           | «N-A-R-C-I-S-I-S-T-A»                | 17 de octubre de 2012    | 0.91                                      |
| 287         | 6           | «Volviéndose loco»                   | 24 de octubre de 2012    | 1.16                                      |
| 288         | 7           | «No me agrada Sam»                   | 7 de noviembre de 2012   | 1.10                                      |
| 289         | 8           | «No tengo hogar cariño»              | 14 de noviembre de 2012  | 1.07                                      |
| 290         | 9           | «Las Crónicas de Nanyia»             | 28 de noviembre de 2012  | 1.34                                      |
| 291         | 10          | «Una mujer despreciada»              | 5 de diciembre de 2012   | 0.98                                      |
| 292         | 11          | «Me gusta moverlo»                   | 12 de diciembre de 2012  | 0.96                                      |
| 294         | 12          | «Operación Desprecio en el Desierto» | 19 de diciembre de 2012  | 1.01                                      |
| –           | –           | «Reunión»                            | 19 de diciembre de 2012  | N/A                                       |

### Reunión especial
The Challenge: Batalla de las Temporadas Reunión se emitió el 19 de diciembre de 2012, después del final de temporada. El episodio contó con Jonny Moseley , uno de los presentadores esporádicos anteriores de la serie, que no había aparecido anteriormente en The Challenge desde su novena temporada. Los miembros del elenco que asistieron a la reunión fueron Ashley, Frank, Sam, Zach, Alton, Dustin, Nany, Trishelle, Chet, Devyn, JD, Sarah, Derek, Jonna, Marie y Robb.